# Sergei Wladimirowitsch Jastrschembski

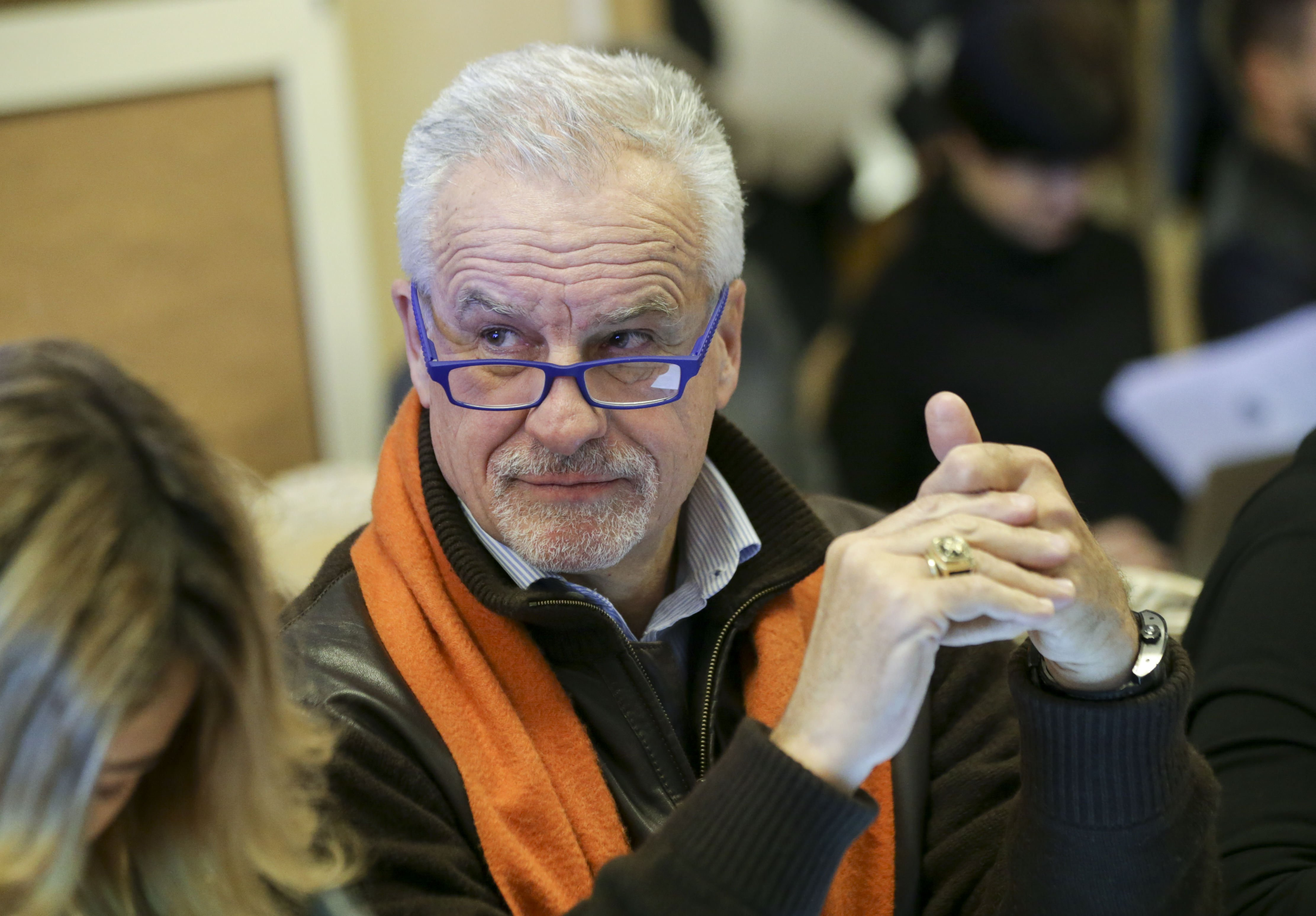
Sergei Jastrschembski (2018)

Sergei Wladimirowitsch Jastrschembski (russisch Серге́й Владимирович Ястржембский; * 4. Dezember 1953 in Moskau, Sowjetunion) ist ein ehemaliger russischer Diplomat.

## Leben
Sergei Jastrschembski absolvierte seine Ausbildung zum Diplomaten am Moskauer Institut für Internationale Beziehungen. Danach war er journalistisch tätig und wurde Botschafter Russlands in der Slowakei. Anschließend wurde er Berater für Außenpolitik der Präsidenten Jelzin und Putin.
1997 wurde Jastrschembski zum Wirklicher Staatsrat 1. Klasse der Russischen Föderation befördert.
Nach seiner Entlassung durch Präsident Medwedew gründete er 2009 ein Filmproduktionsunternehmen.

## Privates
Sergei Jastrschembski hat zwei Söhne und ist seit 2004 in zweiter Ehe verheiratet.